# Deleni (okręg Hunedoara)
Deleni – wieś w Rumunii, w okręgu Hunedoara, w gminie Zam. W 2011 roku liczyła 11 mieszkańców.